# Daniel Rudin
Ernst Daniel Sakarias Rudin, född den 9 september 1864 i Bromma församling, Stockholms län, död den 28 maj 1945 i Uppsala, var en svensk präst. Han var son till Waldemar Rudin.

## Biografi
Rudin växte upp i Uppsala, där han avlade studentexamen 1882, filosofie kandidatexamen 1887, teoretisk teologisk examen 1891, folkskollärarexamen 1892 och praktisk teologisk examen samma år. Han prästvigdes i Uppsala domkyrka för Härnösands stift 1892. Rudin blev pastorsadjunkt i Hammerdal samma år, vice pastor i Häggdånger 1894, brukspredikant i Huskvarna 1898 och tillförordnad komminister i Hakarp 1905. Han avlade musiklärarexamen vid konservatoriet i Stockholm 1908 samt organist- och kyrkosångarexamen 1909. Rudin blev kyrkoherde i Stigsjö och Viksjö församlingar 1910 med tillträde 1911. Han blev emeritus 1936.Rudin blev ledamot av Nordstjärneorden 1931. Han vilar på Stigsjö kyrkogård.